# Бригадир Летбриџ-Стјуарт
Алистер Гордон Летбриџ-Стјуарт, у пуном звању бригадир Сер Алистер Гордон Летбриџ-Стјуарт, али звани само Бригадир, измишљени је лик у британској научнофантастичној телевизијској серији Доктор Ху, кога су створили сценаристи Мервин Хајсмен и Хенри Линколн, а тумачио Николас Кортни. Један је од оснивача UNIT-а (Обавештајна јединица Уједињених нација, касније Уједињена обавештајна јединица), међународне организације која брани Земљу од ванземаљских претњи и служи као командант британског контингента. Испрва представљен као нерад да прихвати континуирану помоћ Доктора, временом је Бригадир постао један од Докторових највећих пријатеља и његов главни савезник у одбрани Земље.
Као један од најистакнутијих споредних ликова серије у историји, Бригадир се појавио у 23 приче током изворне серије Доктор Ху, а први пут се појавио у серијалу Мрежа страха из 1968. уз Другог Доктора (Патрик Траутон). Лик се често појављивао у серији након представљања Трећег Доктора (Џон Пертви) почетком 1970-тих у Нападу из свемира. Његово последње појављивање у серији било је у Бојном пољу 1989. године, поред Седмог Доктора (Силвестер Мекој). Скоро 20 година касније, Кортни је поновио улогу у специјалном DVD додатку под називом „Дворана слободе” 2009. године, који је написала Карен Дејвис, а режирао Брендан Шепард, у којем је Бригадир интервјуисан од стране новинара Times-а. Затим се појавио у спиноф серији Авантуре Саре Џејн 2008. у свом последњем појављивању пре Кортнијеве смрти 2011. године. Те године, Доктор Ху је касније одао почаст Кортнију објављујући да је бригадир умро у дијалогу у епизоди „Венчање Ривер Сонг”. Касније се такође појављује Киберчовек-аватар Бригадира, који се на известан начин опрашта са Дванаестим Доктором (Питер Капалди), у „Смрти на небесима” (2014).
Епизода из 2012. године „Моћ троје” представила је ћерку бригадира, нову шефицу УНИТ-а, Кејт Стјуарт (Џема Редгрејв). Лик је првобитно настао у видео спинофу Застој 1995. године, у којем се појавио и Бригадир. Кејт постаје стални лик који се појављује поред сваког Доктора од Десетог до Петнаестог.

## Порекло лика
Порекло Алистера Гордона Летбриџа-Стјуарта сеже у Шкотску, према дијалогу у Терору Зајгонаца (1975). Први пут се сусреће са Другим Доктором у Мрежи страха (1968) када је био потпуковник Шкотске гарде који командује одредом британске војске који је послат да истражује Јетије у лондонском метроу. У свом следећем појављивању у Најезди (1968), био је унапређен у бригадира и радио је за UNIT. Када је Доктор насилно регенерисан и прогнан на Земљу, Летбриџ-Стјуарт му је дао положај UNIT-овог научног саветника пошто је помогао да се порази најезда Отонаца. Остали војни чланови UNIT-а били су капетан Мајк Јејтс, наредник Бентон и поручник Краљевске морнарице Хари Саливен.
Већина прича о Трећем Доктору смештена је на Земљу и у великој мери садржи UNIT и бригадира. Иако није био свеприсутан у наредним годинама, појавио се поред сваког наредног Доктора у изворној телевизијској серији, изузев Шестог Доктора са којим се појавио само у специјалу поводом 30. годишњице Величине у времену 1993. Иако се Летбриџ-Стјуарт први пут сусрео са Доктор у својој другој инкарнацији, такође се срео и радио са Првим Доктором у уводном серијалу десете јубиларне сезоне Три Доктора и поново у специјалу поводом 20. годишњице Пет Доктора. На крају се повукао из војске да би предавао математику у енглеској државној школи 1976. године, што је виђено у Модрину бесмртном (1983). Бригадир и Шести Доктор, као и касније инкарнације Доктора, упарени су у бројним огранак продукцијама (погледајте Остала појављивања).
Као један од најпопуларнијих споредних ликова који се понављају у телевизијској серији, Бригадир се често наводи међу Докторовим пратиоцима. Као таквог га наводи ББЦ и укључен је у књигу Џона Нејтан-Тернера (бившег продуцента Доктора Хуа) у којој се говори о свим Докторовим пратиоцима.
Летбриџ-Стјуарт се последњи пут појавио у телевизијској епизоди серије из 1989. године у серијалу Седмог Доктора Бојно поље. Позван је з пензије да се избори са најездом оклопних витезова из других димензија предвођених Моргејн, поново се нашао на страни Доктора. Летбриџ-Стјуарт је био његов светски првак док се суочио и убио демонског Разарача светова наоружан само својим службеним револвером и товаром метака са сребрним врхом. (Наведено је да је Бојно поље неколико година у Ејсиној будућности, али не и одређени датум. Књиге Нових невиних пустоловина стављају га у 1997.)
Мало је приказано о животу Летбриџ-Стјуарта ван UNIT-а у телевизијској серији. Планета паука односила се на везу са извесном Дорис. До Бојног поља, био је ожењен њом (коју је глумила Анђела Даглас). Кортни је веровао да је бригадир био у претходном браку са извесном Фионом и да су он и Дорис имали прељубу. Његов први брак распао се због посла.
Иако се Летбриџ-Стјуарт никада није појавио у оживљеној серији, лик је још увек жив током мандата Десетог Доктора. У огранак програму Пустоловине Саре Џејн, у причи Освета Слитинаца, Сара Џејн Смит каже да „дај [своју] љубав бригу“. У епизоди Десетог Доктора „Отровно небо“, Доктор помиње да би могао да користи помоћ „бригадира“. Затим му је речено да је „сер Алистер“ „насукан у Перуу“, што указује да је бригадир до тада проглашен витезом. Први филмски снимак из класичног доба који се појавио у оживљеној ери била је његова слика приказана у лаганом тигању преко тавана Саре Џејн Смит у почетној сцени премијере Пустоловине Саре Џејн Најезда Бејна.
Године 2008. Кортни је поновио улогу у причи у Пустоловинама Саре Џејн Непријатељ пропасти и више пута потврдио своје витештво. Мајор Килбурн и Сара Џејн га ословљавају са „сер Алистере“, а он се касније у потпуности представља као „бригадир сер Алистер Гордон Летбриџ-Стјуарт“ госпођи Вормвуд. Ова епизода се односи на задатак у Перуу јер се помиње да је он о томе обавештен. Сара Џејн тражи од Летбриџ-Стјуарта да јој помогне у приступу UNIT-овом „Црном архиву“, строго поверљивом објекту ванземаљских артефаката на који је Даглас Кевендиш први алудирао сер Алистеровој ћерки у Успону Демоњана. Сара Џејн радије избегава да тражи званично одобрење, да избегне непријатна питања о Луку, свом вештачки одраслом сину. Бригадир је у старости развио несклоност према новом начину рада UNIT-а и често се позива на догађаје који су се десили у „његово време“. Сада хода са штапом, али је виђен како вози Бентли серије Т до UNIT-ове "Црне архиве". Његова супруга (вероватно Дорис) се помиње у овој епизоди. Бригадир помаже Сари Џејн и Рани у бекству UNIT-а, а касније се суочава са Бејном прерушеним у официра UNIT-а и упуцава га из пиштоља скривеног унутар свог штапа.
У причи о пустоловинама Саре Џејн Свадба Саре Џејн Смит, Клајд Лангер каже Питеру Далтону да бригадир не може да стигне на венчање јер се вратио у Перу. Продуцентска екипа је намеравала да се Летбриџ-Стјуарт заиста појави у причи и упозна Десетог Доктора, али Кортни се опорављао од можданог удара и није могао да учествује. Извештава се да је у Перуу по трећи пут у Смрти Доктора (2010). Клајд га описује као најстаријег пријатеља Саре Џејн. Сара Џејн је упознала и Доктора и сер Алистера у првој епизоди серијала Трећег Доктора Временски ратник (1974).
Године 2009. Кортни је последњи пут поновио улогу у кратком филму Дворана слободе, статисту за ДВД издање Модрина бесмртног. Филм је седмоминутни мокументар у којем измишљени новинар интервјуише бригадира о његовом животу. Бригадир говори о својим браковима са Фионом и Дорис и помиње своју ћерку Кејт и унука Гордона (позивајући се на Застој). Он наводи да се његов последњи сусрет са Доктором догодио 2000. године када је био на незваничном послу UNIT-а у Малеболгији у Сједињеним Државама (позивајући се на аудио драму Осмог Доктора Менует у паклу). Он закључује: "Дакле, сада сам заувек окачио униформу... осим ако не чујем да је негде пронађена плава полицијска говорница, а онда, не брини, бићу спреман!"
Нешто касније, бригадир се разболео и премештен је у старачки дом. У „Свадби Ривер Сонг“ из 2011. године, Једанаести Доктор зове старачки дом да би бригадира припремио за пут, али болничарка га са жаљењем обавештава да је бригадир умро мирно „пре неколико месеци“ и да је често говорио лепо о њему, инсистирајући да му увек буде спремна чаша у случају да се појави. Доктор је видно потресен вестима, што га приморава да схвати да не може да избегне своју предодређену смрт.
У епизоди из 2014. „Смрт на небесима“, Господарица (регенерисана женска варијанта Господара) васкрсава мртве Земље као Киберљуде способне за лет. Бригадирова ћерка Кејт је очигледно убијена падом из авиона током напада Киберљуди. Превазилазећи своје програмирање, преобраћени Дени Пинк наређује Киберљудима да се жртвују како би осујетили Господарицин план. Доктор се спрема да погуби Господарицу, али га је предухитрио усамљени преживели Киберчовек који ју је наизглед испарио зрачним пиштољем на подлактици. Откривши да је Киберчовек спасао Кејт, Доктор схвата да је то преобраћени бригадир, говорећи "Наравно! Најмрачнији час на Земљи, и мој. Где би другде био?" Обузет осећањима, Доктор му је салутирао – нешто што је Кејт рекла да је њен отац одувек желео – а бригадир је испалио млазнице за ноге и одлетео. Остало је непознато шта се с њим дешавало после.
У божићном специјалу из 2017. „Било двапут“, Први и Дванаести Доктор несвесно интервенишу када је Сведочанство, организација у далекој будућности која прикупља успомене оних који ће умрети, извукло наизглед безазленог капетана у Првом светском рату из тренутка пре његове смрти, временска аномалија двојице Доктора који се одупиру њиховој непосредној регенерацији ометају Теститинијеве напоре да врати капетана у заказану смрт. Лекари су успели да прекрше правила и врате капетана у тачку неколико сати пошто је избачен из времена на време да му живот спасе божићно примирје. Пре него што се вратио у време, капетан открива да се зове Арчибалд Хамиш Летбриџ-Стјуарт, што указује да је сродник бригадира. Иако није потврђено на екрану, Гетис је касније потврдио у интервјуу за Радио време да је овај лик један од бригадирових деда.

## Друга појављивања
Бригадир и Шести доктор су упарени у дводелном добротворном специјалу Величине у времену и аудио драми "Big Finish"-а Распон Ланион Мура. Шести Доктор се такође сусреће са бригадиром у роману Необично пословање, такође наводно као први сусрет два лика који су касније заједно радили у Сенки у стаклу на проналажењу новооткривеног Четвртог Рајха. У краткој причи „Кратак сусрет“ коју је написао глумац Шестог доктора Колин Бејкер и која је објављена у змиском специјалу Часописа Доктор Ху 1991. укрштају се, али ни један ни други то не схватају. Бригадир се такође појавио са Осмим Доктором у роману Осам Доктора Теренса Дикса (смештен после догађаја из ТВ филма и током тренутака прошлих живота доктора), у аудио драмама и романима Дани на самрти и Сенке Авалона. Десети Доктор упознао је бригадира у стрипу Круна Чувара рата Часописа Доктор Ху.
Бригадир и његова породица су се неколико пута појављивали у огранак медијима. У додатним филмовима о UNIT-у Застој и Успон Демоса се појављује Кејт Летбриџ-Стјуарт, бригадирова ћерка из брака са његовом првом супругом Фионом (прво названа у пустоловини несталих „Ваге неправде” Герија Расела). Појавио се и Кејтин мали син Гордон Летбриџ-Стјуарт. Кејт је такође играла своју UNIT улогу у епизоди педесете годишњице „Дан Доктора“ (2013).
Романи су такође дали Летбриџ-Стјуарту још једно потомство. Док је била на дужности у Сијера Леонеу као млади поручник, Летбриџ-Стјуарт је упознао и била присан са једном мештанком по имену Маријату, ћерком сеоског поглавице и, што Летбриџ-Стјуарт није знао, која је имала сина. Ово је први пут наговештено у романези Бена Ароновича о његовој серији Сећање на Далеке из 1988. године која је садржала цитате из измишљене историје UNIT-а (Зен војска) коју је написао Кадијати Летбриџ-Стјуарт (Маријатина унука) 2006. године. Нове пустоловине у роману Прелаз из 1992. (такође од Ароновича, смештен у 22. век), Седми Доктор упознаје усвојену ћерку генерала Џембе Летбриџ-Стјуарт, једног од Маријатиних потомака. Ова ћерка, која се такође зове Кадијату Летбриџ-Стјуарт, постала је стални лик у Новим пустоловинама.
Романи су такође разјаснили бригадирово порекло, утврђујући да он потиче из дугогодишње војне породице. У роману Нових пустоловина Дани на самрти Ленса Паркина говори о тројици предака који су достигли чин генерала. Један, Вилијам Летбриџ-Стјуарт, био је у пратњи Џејмса I Стјуарта. Друга двојица су се борила код Нејсбија и Ватерла. Лествице неправде именују овог последњег као генерал-мајора Фергуса Летбриџ-Стјуарта. Бригадир такође каже у Данима на самрти да је његов отац погинуо у Другом светском рату, борећи се заједно са фелдмаршалом Монтгомеријем у Африци.
Роман Прошлих Докторових пустоловина Наднице греха Дејвида А. Мекинтија утврдио је да је бригадир имао претка по имену Аластер Летбриџ-Стјуарт који је радио за британску владу 1916. Смртоносни сусрет Теренса Дикса и Берија Летса утврђује да је бригадир био други Поручник који је служио у војној обавештајној служби 1944. године, иако то чини бригадира старијим него што друге приче говоре.
У романима, Летбриџ-Стјуарт је поново изашао из пензије током догађаја у Данима на самрти где се суочио са најездом Ледених ратника са Марса 1997. На крају тог романа унапређен је у генерала. Летбриџ-Стјуарт је касније подмлађен ванземаљском технологијом у Срећним завршецима Пола Корнела који се дешава 2010. Подмлађени Летбриџ-Стјуарт, удовац због несреће на мору, али назад у војсци, следећи пут се појавио у ББЦ књигама о пустоловинама Осмог Доктора „Сенке Авалона“, такође од Корнела, где је и даље имао чин генерала, али је више волео да га зову „бригадир“. Према Краљу терора Кита Топинга, Летбриџ-Стјуарт је на крају преминуо почетком 2050-их.
Кортни је играо Бригадира у две игре на ББЦ радију 4, смештене у време Трећег Доктора Рај смрти (1993) и Духови Н-простора (1996), заједно са Пертвијем и Елизабет Слејден као Саром Џејн Смит. За "Big Finish", играо је улогу Летбриџ-Стјуарта у неколико представа, при чему је Минует у паклу открио да је играо улогу у успостављању шкотског парламента и да ради тајно за УН као агент који се може порећи. Такође је играо алтернативну универзалну варијанту Бригадира у драми за Доктор Ху црно на бело Саосећање за ђавола поред Дејвида Ворнера као Доктора и Дејвида Тенанта (који је касније био Десети Доктор) као пуковника Бримкомб-Вуда. На крају Саосећања, алтернативни бригадир – који се назива „Алистер“ – придружује се Ворнеровом Доктору као његов пратилац, али након неодређеног временског путовања заједно, разилазе се у каснијој аудио драми Господари рата када су стигли на Скаро и присилили Далеке и Тале да удруже снаге како би се изборили против најезде рода познатог као Квеч, али Алистер остаје када су Квечи поражени како би помогао двема странама да одрже своје ново примирје.
Кортни је такође тумачио Бригадира у веб емисији Смрт долази на време из 2001. године.
У децембру 2004. "Big Finish" је објавио прву у низу аудио драма заснованих на UNIT-у где је генерал сер Алистер Летбриџ-Стјуарт деловао као саветниук новог поколења официра и до краја серије постао нови научни саветник UNIT-а. Ако се догађаји у овој серији помире са књигама, чинило се да се ове представе одигравају између догађаја Дана на самрти и Срећних завршетака јер ова варијанта Летбриџ-Стјуарта изгледа није подмлађена. Такође, јавност не верује у постојање ванземаљаца, што би га, чини се, смештало испред догађаја „Божићне најезде“.
У стрип причи Часописа Доктор Ху Круна Чувара рата (ЧДХ #378–380), Летбриџ-Стјуарт се поново појавио заједно са Десетим Доктором пошто су га Господари рата отели као тактичког команданта. Био је стари официр стациониран у Сендхрсту.
Низ романа у којима се појављује млади пуковник Летбриџ-Стјуарт објављују "Књиге Слаткиш" од 2015. Романи имају дозволу књижевног имања котворца Мервина Хајсмена и подржао их је Хенри Линколн.
Године 2017. Пустоловине Трећег Доктора - Пета књига приказује Џона Калша који глуми бригадира у низу аудио драма смештених у ери Трећег Доктора.
У Наслеђу времена, специјалном шестоделном аудиозапису за прославу двадесете годишњице "Big Finish"-а од продукције аудио снимака повезаних са Доктором Хоум, прича Жртвовање Џо Грант види како Џо Грант и Кејт Стјуарт данашњице враћају у 1970-е од стране низ темпоралних расцепа где упознају Трећег Доктора док истражује аномалије свог времена. Док Кејт покушава да избегне да се представи како би ограничила ризик од парадокса, Доктор схвата њен идентитет и убеђује је да позове свог оца, представљајући се у будућности као командант UNIT-а, а да се не ода именом, са бригадиром (глас Џона Калша још једном) говорећи јој да је сигуран да је будућност UNIT-а у добрим рукама.

## ВанДоктора Хуа
Овај лик се такође накратко појављује на крају романа писца Пола Корнела о научно-фантастичном серијалу ITV-а из 1997. Непозвани. Иако лик није именован у књизи, опис је Летбриџ-Стјуарт, а Корнел је касније признао да му је то заиста била намера.
Екцалибур друштва "Стрипови Марвел" представља организацију под називом ОЧД (Организација чудних дешавања) коју води бригадирка Алисанда Стјуарт. Њен брат близанац Алистер био је "научни саветник" ОЧД-а (улога коју је доктор имао у UNIT-у). Лик по имену „бригадир Летбриџ-Стјуарт“ се раније појавио у три панела Х мен #218, надгледајући хапшење Џагернаута у Единбургу где он такође дозива „наредника-мајора Бентона“ у једном тренутку.
У роману о Шерлоку Холмсу Воде смрти Кела Ричардса налази се морнарички командант по имену Ралф Летбриџ-Стјуарт, поред капетана Харија Саливена и поручника Филипа Бентона. Смештен је на истом измишљеном месту као и прича о Доктору Хуу Терор Зајгонаца.
Неименовани војни бригадир који изгледа и понаша се веома слично Летбриџ-Стјуарту појављује се у стрипу Кабалистикс Д.О.О.. Први пут се појавио у причи Силазак где је задужен за одговор војске након демонске најезде на Лондонски метро. члан његове екипе говори о "крвавим роботима јетијима" који су једном били тамо. Поново се појављује у причи Пепео, задужен за војни одговор на разорни напад на Глазгов. Овај лик је једно од неколико помињања како на универзум Доктора, тако и на друга научна фантастика/хорор својства у кабалистици.
Иако неименовани, два лика који јако подсећају на Летбриџ-Стјуарта и наредника Бентона (који је посебно именован) појављују се у роману Џона М. Форда Звезданих стаза Колико за само планету? на прилично издајничком голф терену на планети Диреиди.
Слично Алисанди Стјуарт, стрип Џек Стаф укључује команданткињу Лиз Стјуарт из ТВОСС-а (Тајна војна обавештајна служба за смрт).
Бригадир се накратко појављује у делу Повратак у САД Ким Њумен и Јуџина Бирна, подржавајући умешаност Британије у алтернативни рат у Вијетнаму.
Бригадир је помињан у имену у емисији АБЦ-а Породични посредник. У епизоди „Пропис загађивања клотаријаном”, Венди и Посредник одлазе да провере враћену сонду Војаџера. Међутим, стиже и оближња екипа НАСА-ине станице за прислушкивање. Користећи своје насумичне личне карте, и због брзог размишљања Посредника, они су застрашени да оду. Док су одлазили, посредник дозива вођу друге екипе: "Господине... Летбриџ-Стјуарте, ако се тако презивате!"